# Nagórze (województwo dolnośląskie)
Nagórze (niem. Neundorf-Liebenthal) – wieś w Polsce położona w województwie dolnośląskim, w powiecie lwóweckim, w gminie Lwówek Śląski na Wzgórzach Radomickich, wzmiankowana już w 1313 roku. Przez kilka wieków była własnością klasztoru benedyktynek w Lubomierzu. Najcenniejszym zabytkiem miejscowości jest Pałac Nagórze z XIX wieku usytuowany pod wzgórzem Kołodziej (442 m n.p.m.). Na zboczach Kołodzieja (najwyższego szczytu gminy Lwówek Śląski) w 1759 roku znajdowała się główna część obozu armii pruskiego władcy Fryderyka II Wielkiego. Przez Kołodziej przechodzi niebieski szlak turystyczny z Lwówka Śląskiego do Lubomierza, który krzyżuje z żółtym szlakiem turystycznym prowadzącym z Pławnej do Gradówka.

## Położenie
Nagórze to niewielka, znacznie wyludniona wieś o długości około 1,5 km, leżąca na Pogórzu Izerskim, we Wzgórzach Radomickich, w górnej części doliny Słotwiny, na wysokości około 335–381 m n.p.m.

## Podział administracyjny
W latach 1975–1998 miejscowość administracyjnie należała do województwa jeleniogórskiego.

## Demografia
Największą liczbę ludności (497 osób) Nagórze osiągnęło w 1840 r. Od tego czasu wieś znacznie się wyludniła. Według Narodowego Spisu Powszechnego (III 2011 r.) liczyła tylko 45 mieszkańców i jest najmniejszą miejscowością gminy Lwówek Śląski.
Wykres liczby ludności Nagórza od 1786 r.:

## Zabytki
Do wojewódzkiego rejestru zabytków wpisany jest:
- zespół pałacowy, z XIX w., 1924 r.
  - Pałac w Nagórzu
  - park